# Uyayna
Uyayna (arabe : العيينة), est un village du centre de l'Arabie saoudite située à 30 km au nord-ouest de la capitale.

## Personnalités liées
- Mohammed ben Abdelwahhab (1703-1792), imam et prédicateur, y est né